# Tarka cinege
A tarka cinege (Sittiparus varius) a verébalakúak (Passeriformes) rendjébe, ezen belül a cinegefélék (Paridae) családjába tartozó kis termetű, 12-14 centiméter hosszú madárfaj.

## Előfordulása
Japán, Korea, Kína, Tajvan és Oroszország (Kuril-szigetek) fenyveseiben és vegyes erdeiben él. Pókokkal, rovarokkal és magokkal táplálkozik. A pár egész évben együtt marad, s védi területét (a magasabb hegyeken fészkelők télen alacsonyabban fekvő területekre költöznek). Márciustól augusztusig költ.

### Alfajai
- Sittiparus varius varius (Temminck & Schlegel, 1848) – déli Kuril-szigetek, Északkelet-Kína, Korea középső és déli része, Japán;
- Sittiparus varius namiyei (Kuroda, 1918) – To-sima, Nii-zsima és Kozu-Sima szigetek (veszélyeztetett);
- Sittiparus varius sunsunpi (Kuroda, 1919) – Tanegasima-sziget;
- Sittiparus varius yakushimensis (Kuroda, 1919) – Jakusima-sziget;
- Sittiparus varius amamii (Kuroda, 1922) – Amami Osima, Tokunosima és Okinava szigetek;
- Sittiparus varius orii (Kuroda, 1923) – Daitó-szigetek (1940 körül kihalt);

Korábban alfajaiként besorolt taxonok közül 2014-ben az alábbi hármat különálló fajként soroltak be:
- Owston-cinege (Sittiparus owstoni) – (Ijima, 1893) – Izu-szigetek, Mijako-zsima, Mikura-zsima és Hacsizso-zsima szigetek (veszélyeztetett)
- Iriomote-szigeti cinege (Sittiparus olivaceus) – (Kuroda, 1923) – Iriomote és Isigaki szigetek (mérsékelten fenyegetett)
- barnamellű cinege (Sittiparus castaneoventris) – Harrap, 1996) – Tajvan